# عرب شاه (أصفهان)
عرب‌ شاه هي قرية في مقاطعة سميرم، إيران. عدد سكان هذه القرية هو 102 في سنة 2006.